# يهوه

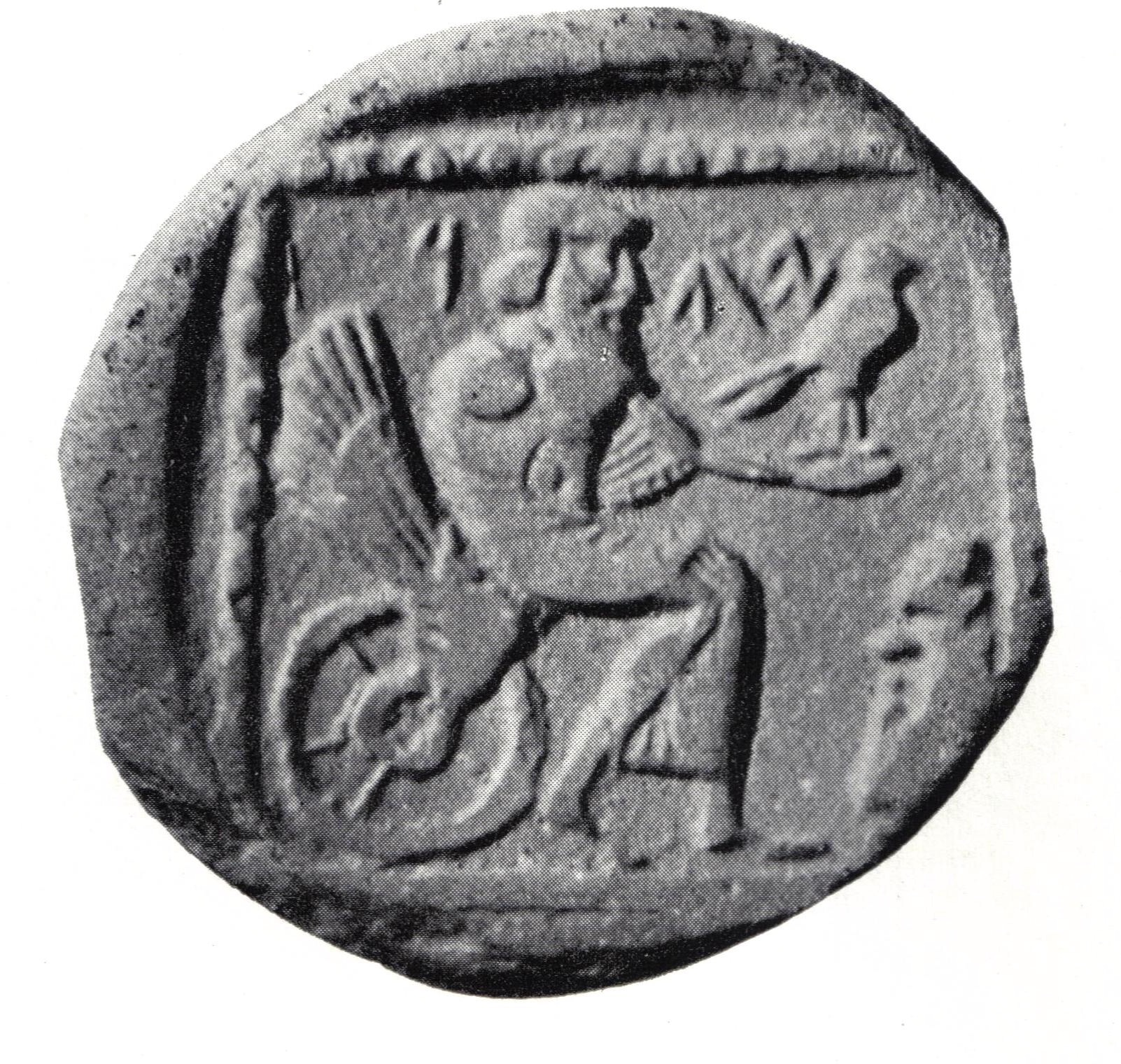
عملة فضية من القرن الرابع قبل الميلاد، عٌثر عليها في المقاطعة اليهودية الأخمينية، يُعتقد أنها تُصوّر يهوه جالسًا على عربة ذات أجنحة.

يهوه هو إله شرقي قديم، والإله القومي لمملكتي إسرائيل ويهوذا الإسرائيليتين. رغم عدم وجود إجماع حول أصل هذا الإله، إلا أن العلماء يؤكدون عمومًا أن يهوه ظهر كإله محارب ارتبط أولاً بسعير وأدوم وفاران وتيمان، ثم بالكنعانيين لاحقًا. تعود أصل عبادته على الأقل إلى العصر الحديدي المبكر، وربما إلى العصر البرونزي المتأخر، إن لم يكن قبل ذلك إلى حد ما.
في أقدم نصوص الأدب الكتابي، يمتلك يهوه سمات تنسب عادة إلى آلهة الطقس [الإنجليزية] والحرب، وهو يُخصّب الأرض ويقود الجيش السماوي ضد أعداء إسرائيل. كان قدماء بني إسرائيل متعددي الآلهة، وعبدوا يهوه إلى جانب مجموعة متنوعة من الآلهة والإلهات الكنعانية، بما في ذلك إيل وعشيرة وبعل. في القرون اللاحقة، اندمج إيل مع يهوه، وأصبحت الصفات المرتبطة بإيل مثل إيل شداي تنطبق على يهوه وحده، واستُوعبت آلهة وإلهات أخرى مثل بعل وعشيرة في الديانة اليهوهية.
قرب نهاية فترة السبي البابلي، استُنكر تواجد آلهة أخرى، وأُعلن أن يهوه هو الإله الخالق والوحيد الذي تجب عبادته. وخلال فترة الهيكل الثاني، أصبح التحدث باسم يهوه علنًا من المحرمات، وبدأ اليهود في استبدال الاسم بكلمات أخرى، أبرزها أدوناي (אֲדֹנָי، "سادتي"). وفي العصر الروماني، بعد حصار القدس وتدمير معبدها سنة 70م، بات النطق باسم الإله منسيًّا بالكامل. عُثر أيضًا على اسم يهوه في بردية أمهرست 63 [الإنجليزية]، وفي النصوص السحرية اليهودية أو اليونانية المصرية المتأثرة باليهودية منذ القرن الأول الميلادي إلى القرن الخامس الميلادي.

## الاسم
وفق الأبجدية العبرية القديمة، يُكتب الاسم «𐤉𐤄𐤅𐤄» (יהוה في الأبجدية العبرية)، ويُنقحر إلى يهوه، يدخل الاسم بالاختصارات "يِهو-" أو "يَهو-" أو "يُو-" في أسماء الأشخاص، وفي عبارات مثل هللويه!. أدى تقديس الاسم، وما جاء في الوصية بعدم النطق بالاسم باطلًا إلى حظر صارم ومتزايد على التحدث أو كتابة هذا المصطلح. تشير المصادر الحاخامية إلى أنه بحلول فترة الهيكل الثاني، كان ينطق اسم الإله مرة واحدة فقط في السنة، من قبل رئيس الكهنة، في يوم الغفران. بعد تدمير القدس سنة 70م، نُسي نطق الاسم كُليًّا.

## التاريخ

### الفترات
قسّم فيليب كينج ولورانس شتاجر تاريخ يهوه إلى الفترات التالية:
- نهاية العصر البرونزي: 1550-1200 ق.م.
- العصر الحديدي الأول: 1200–1000 ق.م.
- العصر الحديدي الثاني: 1000–586 ق.م.
- العصر البابلي الحديث: 586–539 ق.م.
- الفترة الفارسية: 539–332&ق.م.[18]

أكاديميًا، تستخدم مصطلحات أخرى مثل فترة الهيكل الأول منذ بناء الهيكل سنة 957 ق.م. حتى تدميره سنة 586 ق.م.، وفترة السبي بين سنتي 586–539 ق.م. (تتطابق مع العصر البابلي الحديث المذكورة أعلاه)، وفترة ما بعد السبي أو فترة الهيكل الثاني منذ إعادة بناء الهيكل سنة 515 ق.م. إلى تدميره سنة 70م.

### العصر البرونزي المتأخر (1550–1200 ق.م.)

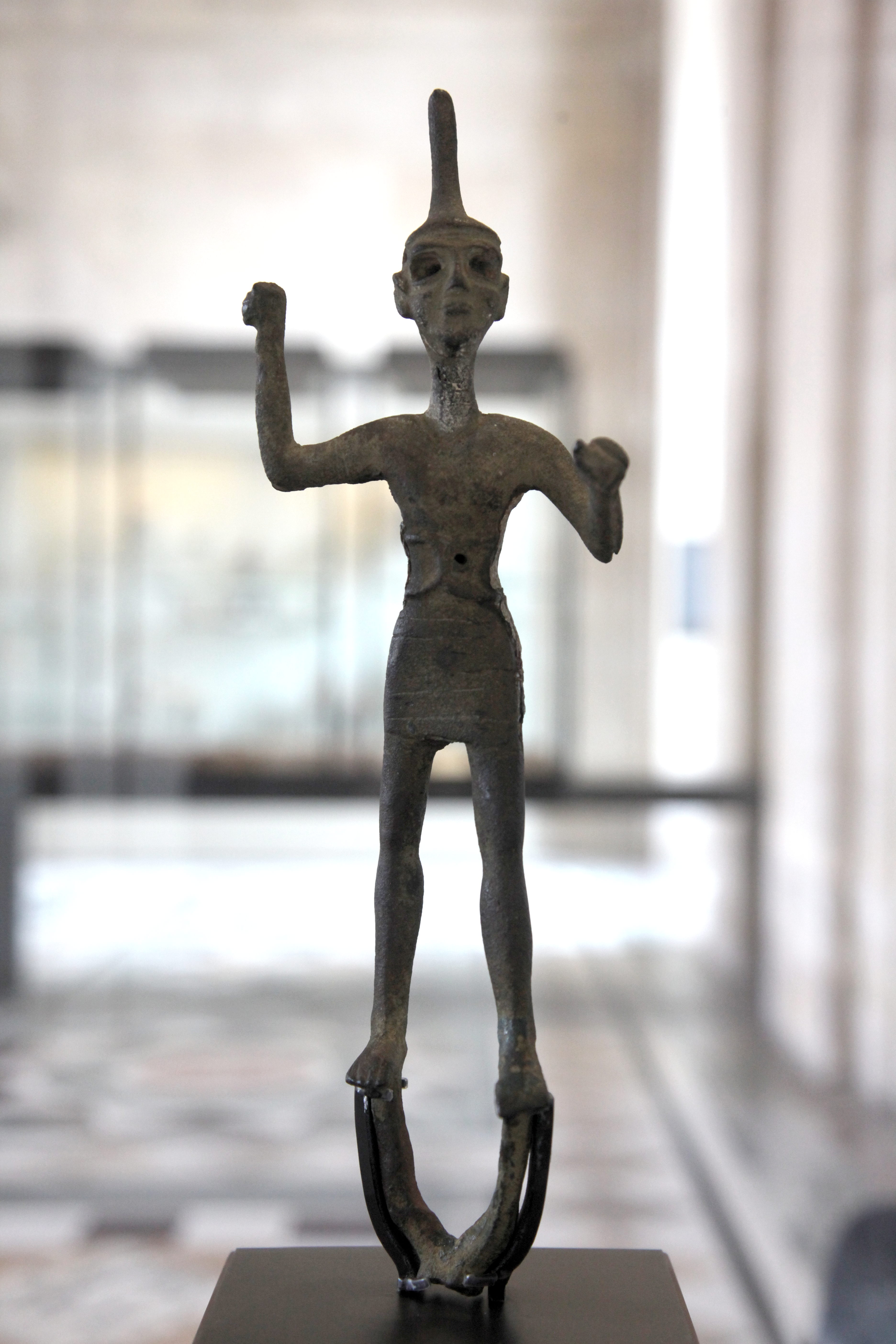
تمثال من العصر البرونزي المتأخر لإله العاصفة عُثر عليه في أنتارادوس الفينيقية.

ليس هناك اتفاق تقريبًا حول أصل الاعتقاد في يهوه. لم يثبت وجود الاسم إلا بين بني إسرائيل، ولا يوجد إجماع على أصل الكلمة، رغم التفسير المذكور في سفر الخروج 3: 14، حين قال الرب لموسى حين سأله عن اسمه، فقال الرب: «أهيه الذي أهيه»، الذي يُعتقد أنها حاشية تفسيرية لاحقة اخترعت بعدما نُسي المعنى الأصلي للكلمة، رغم تشكيك بعض العلماء في هذه الفرضية. يربط ثيودور لويس الاسم بالمقطع الأموري "يَهوي-" الذي يُضاف لبعض أسماء الأشخاص، والذي يعني "الذي يجلب الحياة/يسبب الوجود" (مثل اسم "يهويداجون" = داجون مُسبّب الوجود")، ويُشار إليه عادةً على أنه يُعادل في دلالته كلمة "إباشّي" الأكادية. وتقول إحدى النظريات العلمية بأن الاسم نشأ كاختصار لعبارة " إيل دو ياهوي سباعوت" (إيل الذي يخلق المُضيفين). يعتبر البروفيسور فرانك مور كروس أن هذا الاسم أحد الأسماء الدينية لإيل. ومع ذلك، لم تثبُت تلك العبارة في أي مكان سواء داخل الكتاب المقدس أو خارجه، كما أن الإلهين مختلفين تمامًا على أي حال، حيث أن إيل أقدم وأبوي، ويفتقر إلى صفات العاصفة والمعارك المرتبطة بيهوه.
يُعد أقدم ذكر مقبول لاسم يهوه في التنسيب المصري (اللغة المصرية: 𓇌𓉔𓍯𓄿 Yhwꜣ) التي تعني "أرض الشاسو يهوه" التي جاءت في نقش من زمن أمنحتب الثالث (1390-1352 ق.م.). كان الشاسو بدو رُحّل من مديان وأدوم في شمال الجزيرة العربية. لذا، فهناك وجهة نظر سائدة تقول بأن يهوه كان "إلهًا محاربًا من المنطقة الجنوبية التي تضم سعير وأدوم وفاران وتيمان"، وهو رأي يلقى دعمًا كبيرًا، لكنه يثير التساؤل حول كيفية وصول يهوه إلى الشمال. تُعد الفرضية المديانية [الإنجليزية] إجابة يعتبرها العديد من العلماء مقبولة لهذا التساؤل، فهي تنص على أن التجار جلبوا يهوه إلى إسرائيل عبر طرق القوافل بين مصر وكنعان. تربط هذه الفرضية بين عدة نقاط، مثل عدم وجود يهوه عند الكنعانيين، وعلاقاته مع أدوم ومديان في القصص الكتابية، وارتباط موسى بمديان، إلا أنه من نقاط الضعف الرئيسية لهذه الفرضية أن غالبية بني إسرائيل كانت متجذرة بقوة في فلسطين، في حين أن الدور التاريخي لموسى مثير للإشكالية. وبالتالي، إذا أخذنا بالفرضية المديانية، فيجب علينا افتراض أن الإسرائيليين واجهوا يهوه والمديانيين مع القادة السياسيين الأوائل لإسرائيل.

### العصر الحديدي الأول (1200–1000 ق.م.)

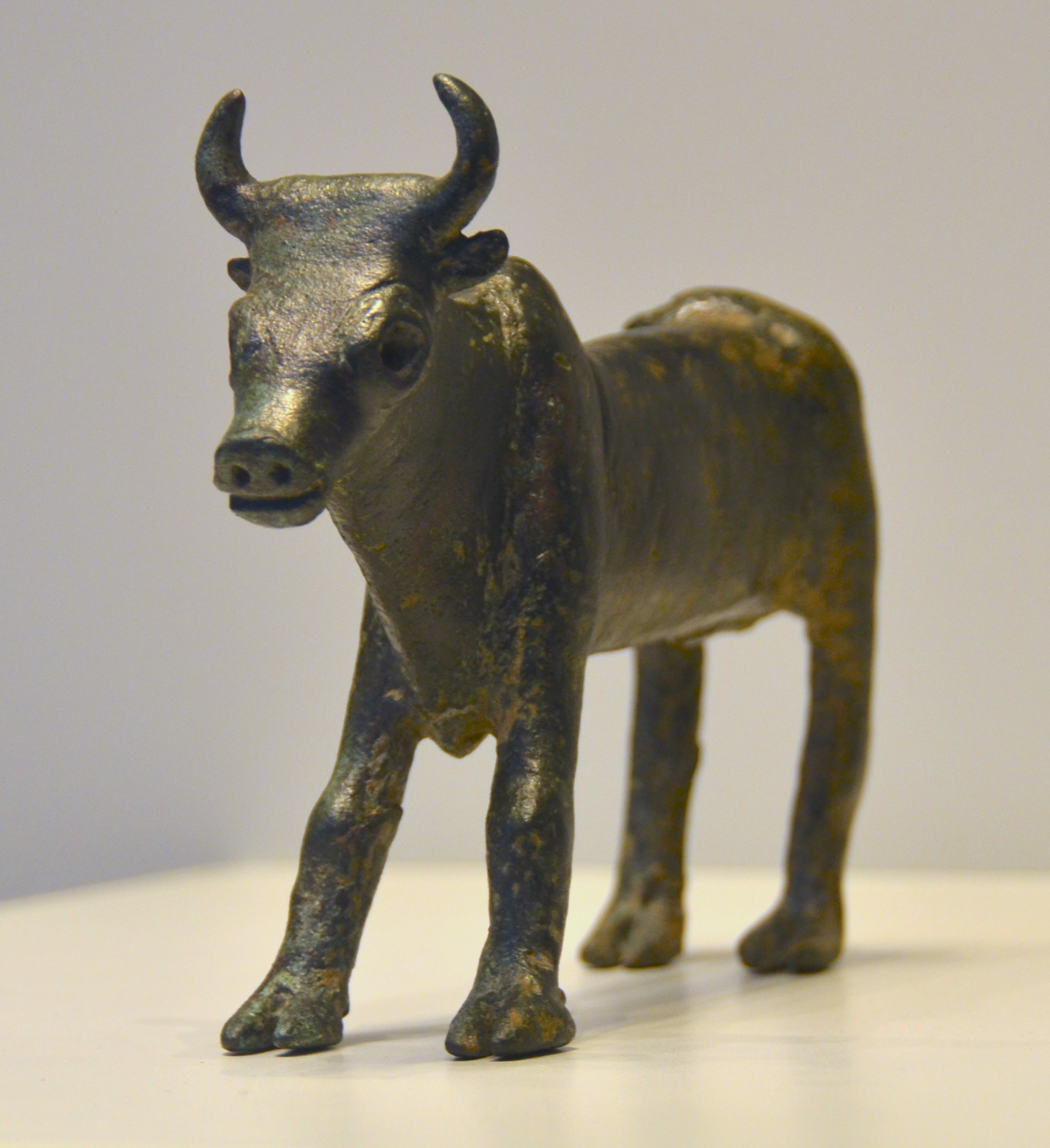
تمثال ثور من العصر الحديدي الأول، عُثر عليه في ظهرة الطويلة (حاليًا في الضفة الغربية، قديمًا في جبل إفرايم)، يُمثّل إيل أو بعل أو يهوه.

هناك اتفاق بين العلماء المعاصرين، أنه لم يكن هناك تمييز في اللغة أو الثقافة المادية بين الكنعانيين والإسرائيليين خلال العصر الحديدي الأول. لذا، يُعرّف العلماء الثقافة الإسرائيلية بأنها فرع من الثقافة الكنعانية. فمثلًا، كانت الديانة الإسرائيلية تتكون من آلهة كنعانية مثل إيل كبير الآلهة،
وقرينته عشيرة، وبعل. وُصف يهوه بأنه أحد أبناء إيل في سفر التثنية 32: 8-9، ولكن أزيلت العبارة في تعديل لاحق للنص.
في الأدب الكتابي القديم، يتمتع يهوه بخصائص إله العاصفة النموذجية في أساطير الشرق الأدنى القديمة، حيث يخرج من أدوم أو سيناء مع مجموعته السماوية من النجوم والكواكب التي تشكل جيشه لخوض معركة مع أعداء شعبه إسرائيل:
وفقًا للفرضية المديانية، افترضت أيضًا أن الإله الأدومي قوس ربما كان هو يهوه، وليس إلهًا آخر، وأن اسمه "قوس" هو لقب ليهوه. بصرف النظر عن أصولهم المشتركة، هناك خصائص مختلفة تتشاركها العبادة اليهوهية وعبادة قوس الأدومية. فمثلًا، صوّر سفر صموئيل الأول دواغ الأدومي بأنه ليس لديه مشكلة في عبادة يهوه، وبدا كأنه معتادًا على المقدسات اليهودية. ورغم ذكر التناخ صراحةً لإله العمونيين (ملكم) وإله الموآبيين (كموش)، لم يذكر التناخ إله الأدوميين قوس بشكل صريح. وقد أوضح بعض العلماء هذا الإغفال الملحوظ من خلال افتراض أنه نظرًا للتشابه الكبير بين يهوه وقوس، فمن الصعب رفض الإسرائيليين لقوس. في حين يرى علماء آخرون أن يهوه وقوس كانا إلهين مختلفين عن نشأتهما، ويشيرون إلى أن التوترات بين اليهود والأدوميين خلال فترة الهيكل الثاني قد تكمن وراء حذف قوس من الكتاب المقدس.

### العصر الحديدي المتأخر (1000–586 ق.م.)

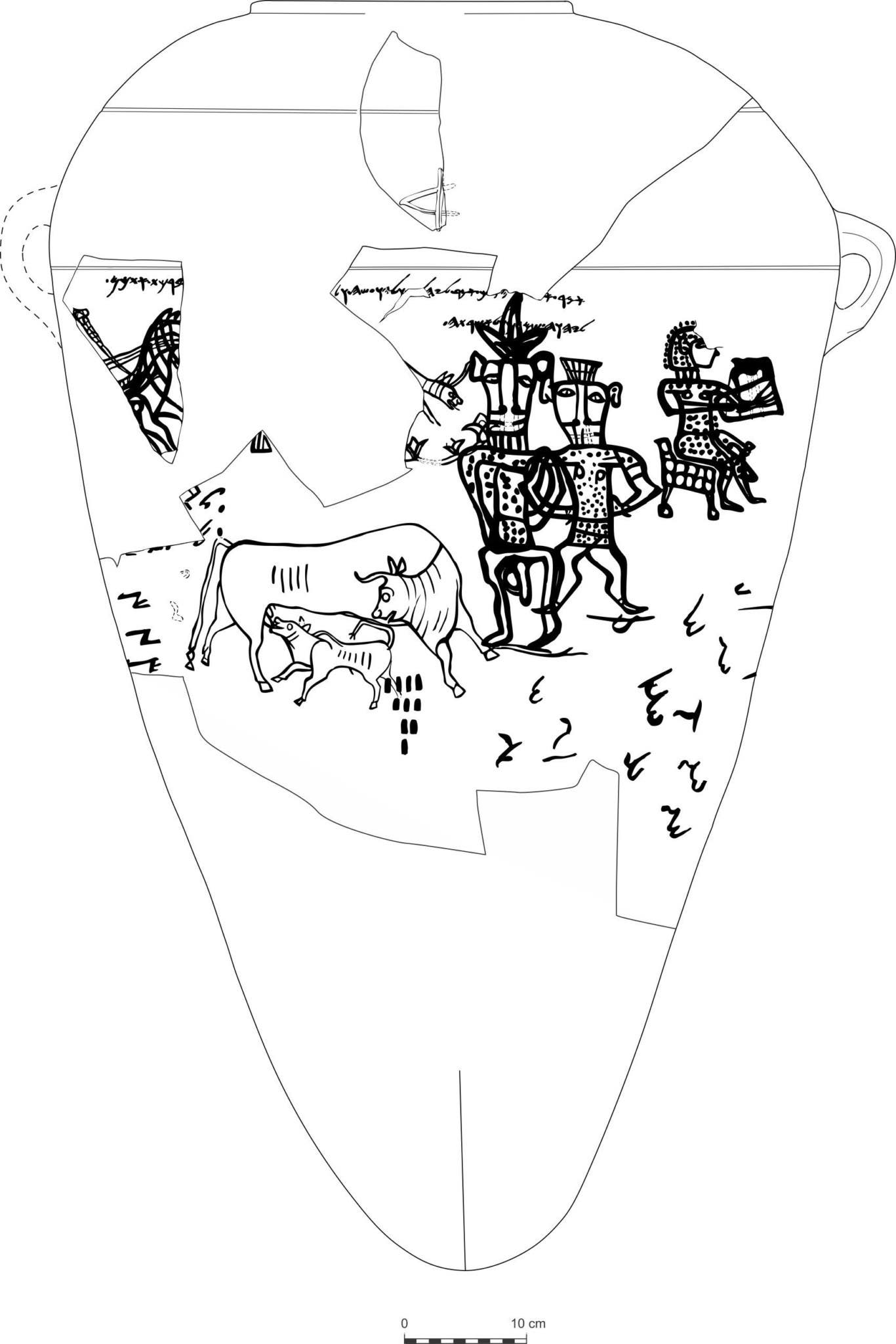
لوحة تعرض نقوش عُثر عليها منقوشة على جرة في كونتيلة عجرود في سيناء، تُصوّر يهوه السامري وقرينته عشيرة (حوالي 800 ق.م.)

شهد أواخر العصر الحديدي ظهور دول قومية ترتبط بآلهة قومية محددة، فكان كموش إلهًا للموآبيين، وملكوم إلهًا للعمونيين، وقوس إلهًا للأدوميين، ويهوه إلهً لبني إسرائيل. وكان الملك في كل مملكة منها رئيسًا للدين الوطني، وبالتالي نائبًا للإله على الأرض.
بعد انقسام بني إسرائيل إلى مملكتي إسرائيل ويهوذا، ظل يهوه الإله القومي للمملكتين. اكتُشف نقش في عين جدي يعود تاريخه إلى حوالي سنة 700 ق.م.، يظهر يهوه موصوفًا بأنه سيد "الأمم"، بينما في أخرى معاصرة لهذا النقش اكتُشفت في خربة بيت لاي (بالقرب من لخيش) ذكر يهوه على أنه حاكم القدس وربما أيضًا يهوذا. في عهد الملك آخاب (حوالي 871-852 ق.م.)، وخاصة بعد زواجه من إيزابل، ربما حل بعل محل يهوه لفترة وجيزة كإله القومي لمملكة إسرائيل (ولكن ليس لمملكة يهوذا).
وفي القرن التاسع قبل الميلاد، هناك دلائل على رفض النبيين إيليا وأليشع لعبادة بعل. وهكذا بدأ دين يهوه ينفصل عن تراثه الكنعاني؛ استمرت عملية الانفصال خلال الفترة من 800-500 ق.م. من خلال إدانات قانونية ونبوية لعبادة عشيرة والشمس والطقوس التعبدية على المرتفعات، إلى جانب الممارسات المتعلقة بالموتى وجوانب أخرى من الدين القديم. أضيفت سمات بعل وإيل وعشيرة إلى قُدرات يهوه، وأصبحت الألقاب مثل إيل شداي حصرية ليهوه وحده. في هذا الجو، نشأ صراع بين أولئك الذين يؤمنون بوجوب عبادة يهوه وحده، وأولئك الذين يعبدونه ضمن مجموعة أكبر من الآلهة؛ انتصر حزب عبادة يهوه وحده الذي ينتمي إليه الأنبياء والتثنيويين في النهاية، وكان انتصارهم سببًا وراء تأرجح القصص الكتابي لبني إسرائيل بين فترات "اتباع الآلهة الأخرى" وفترات الإخلاص ليهوه.

### الفترات البابلية الحديثة والفارسية (586–332 ق.م.)

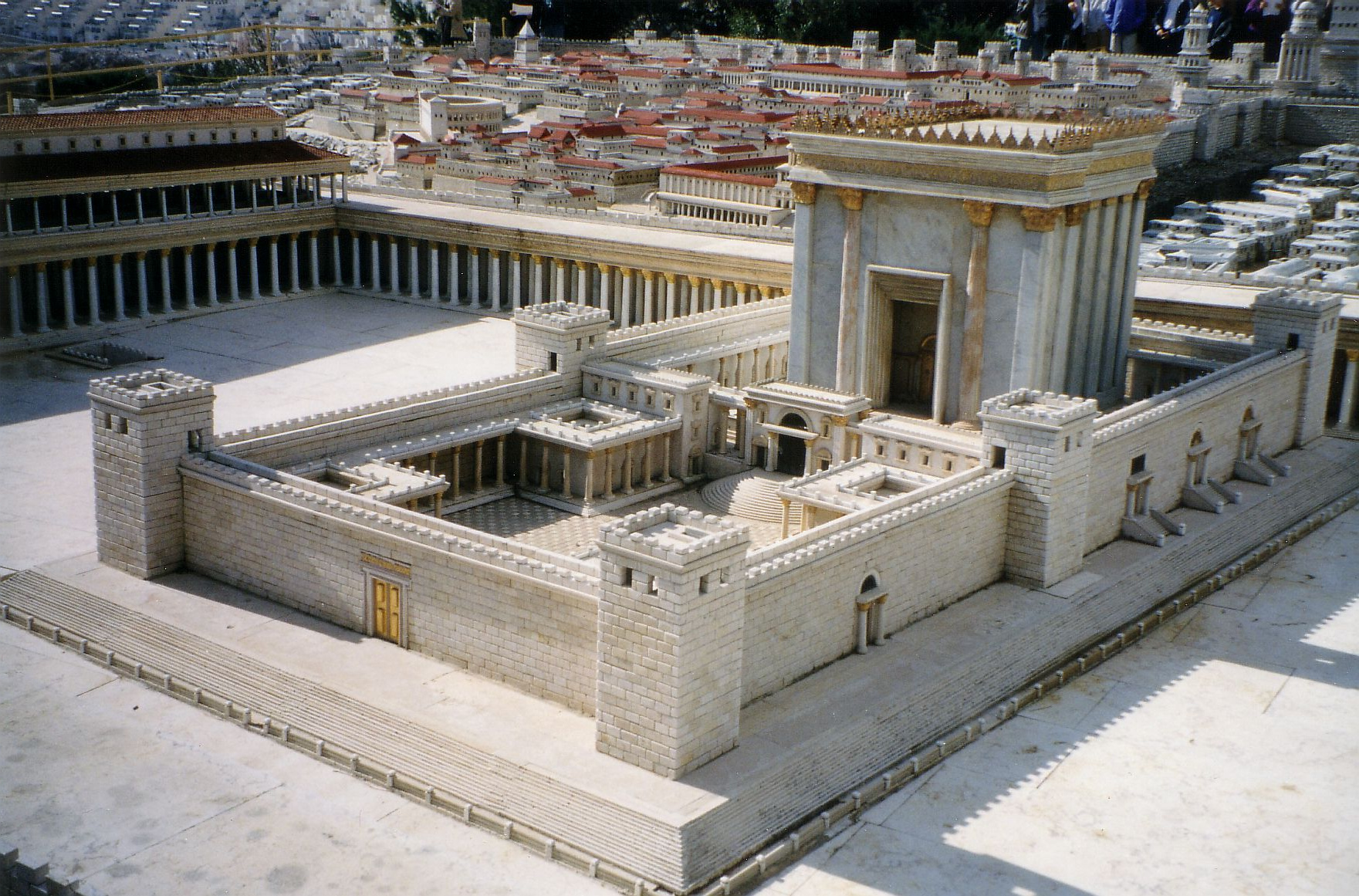
نموذج حديث للهيكل الثاني الذي أعاد بنائه هيرودس الأول حوالي 20–10 ق.م.

حوالي سنة 587 ق.م.، سقطت القدس في أيدي البابليين، ودُمّر هيكل سليمان، ورُحّلَ قادة المجتمع الإسرائيلي. ظل اليهود في الخمسين سنة التالية في السبي، الذي لعب دورًا محوريًا في تاريخ الديانة الإسرائيلية. ونظرًا لأن القرابين المُقدّمة ليهوه لا يمكن تقديمها خارج إسرائيل، اكتسبت ممارسات أخرى من بينها حفظ السبت والختان أهمية جديدة. في الشطر الأخير من سفر إشعيا، لم يعد يُنظر إلى يهوه كإله حصري لبني إسرائيل، بل يمتد وعده إلى كل من يحفظ السبت ويحفظ عهده. في سنة 539 ق.م.، سقطت بابل في أيدي الفاتح الفارسي كورش الكبير، ومُنح المنفيين الإذن بالعودة (وإن كان عادت منهم أقلية فقط)، وبحلول سنة 500 ق.م. تقريبًا بُني الهيكل الثاني.
قرب نهاية فترة الهيكل الثاني، أصبح التحدث باسم يهوه علنًا من المحرمات. وعند القراءة من الكتب المقدسة، بدأ اليهود يستبدلون الاسم الإلهي بكلمة أدوناي (אֲדֹנָי)، والتي تعني "سادتي". سُمح للكاهن الأعظم بأن ينطق الاسم مرة واحدة في الهيكل خلال يوم الغفران، ولكن ليس في أي وقت آخر ولا في أي مكان آخر. خلال الفترة الهلنستية، تُرجمت الكتب المقدسة إلى اليونانية من قبل يهود الشتات المصري.
وحّدت الترجمات اليونانية للكتب المقدسة العبرية ترجمة كلمتي «يهوه» و«أدوناي» إلى كلمة «كيريوس» التي تعني «الرب».
شهدت فترة الحكم الفارسي تطور التوقعات بشأن المشيح الملك البشري المستقبلي الذي سيحكم إسرائيل المطهرة [الإنجليزية] ممثلًا للرب في نهاية الزمان. كان أول من ذكر ذلك المسيح حجي وزكريا بن برخيا، وكلاهما من أنبياء الفترة الفارسية المبكرة، الذين رأيا شخص هذا المسيح في زربابل سليل بيت داود الذي بدا، لفترة وجيزة، على وشك إعادة تأسيس السلالة الملكية القديمة، أو في زربابل والكاهن الأعظم يشوع (ذكر زكريا عن مسيحين، أحدهما ملكي والآخر كهنوتي). إلا أن هذه الآمال المبكرة تحطمت (بعدما اختفى زربابل من التاريخ، رغم أن الكهنة العظماء استمروا من نسل يشوع)، لكن ظلت هناك مجرد إشارات عامة إلى مسيح داودي (أي من نسل داود). بناءً على تلك الفكرة، ظهرت يهودية الهيكل الثاني لاحقًا، وامتدت إلى المسيحية واليهودية الحاخامية.

## عبادته

### الأعياد والقرابين
ترتكز عبادة يهوه على ثلاثة أعياد سنوية عظيمة تتزامن مع الأحداث الكبرى في الحياة الريفية: عيد الفصح مع موسم ولادة الحملان، والشافوت مع حصاد الحبوب، والسوكوت مع حصاد الفاكهة. من المحتمل أن تكون هذه الأعياد سبقت وصول دين يهوه، لكنها أصبحت مرتبطة بأحداث في الأساطير القومية لبني إسرائيل، حيث يرتبط عيد الفصح مع الخروج من مصر، والشافوت مع نزول الشريعة في جبل سيناء، والسوكوت مع التجوال في البرية. وهكذا احتفلت الأعياد بخلاص يهوه لإسرائيل ومكانة إسرائيل كشعب مقدس ليهوه. تضمنت عبادة يهوه تقديم القرابين، لكن العديد من العلماء استنتجوا أن الطقوس المُفصّلة في سفر اللاويين 1-16، التي تؤكد على الطهارة والقداسة، لم تظهر إلا بعد السبي البابلي، وأنه في الواقع كان بإمكان أي رب أسرة تقديم القرابين حسب ما تتطلبة المناسبة. كما توصّل عدد من العلماء أيضًا إلى استنتاج مفاده أن تقديم الأطفال كقرابين [الإنجليزية]، سواء لإله العالم السفلي مولوخ أو ليهوه نفسه، كانت جزءًا من الديانة الإسرائيلية/اليهودية حتى إصلاحات الملك يوشيا في أواخر القرن السابع قبل الميلاد. وكانت القرابين عادةً ما يصحبها الغناء أو تلاوة المزامير، ولكن التفاصيل حول ذلك قليلة أيضًا. بينما لعبت الصلاة دورًا ضئيلًا في العبادة الرسمية.

### الهياكل

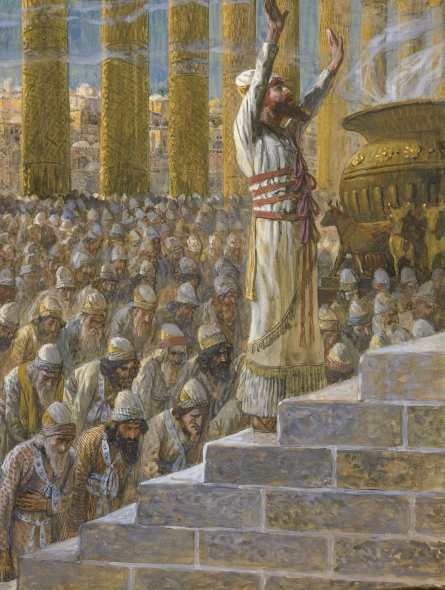
سليمان في الهيكل في القدس (لوحة جيمس تيسو أو أحد تلاميذه، حوالي 1896–1902م).

يعطي الكتاب المقدس العبري الانطباع بأن هيكل القدس كان دومًا الهيكل الرئيسي وربما حتى الوحيد ليهوه، ولكن الأمر لم يكن كذلك. يُعد أقدم مكان عبادة إسرائيلي معروف هو مذبح مفتوح في الهواء الطلق يعود تاريخه إلى القرن الثاني عشر قبل الميلاد في تلال السامرة، ضمّ ثورًا برونزيًا يذكرنا بإيل إله الكنعانيين (إيل على شكل ثور)، كما عُثر على بقايا أثرية لمعابد أخرى في دان على الحدود الشمالية لمملكة إسرائيل، وفي عراد في النقب وفي بئر السبع القديمة، وكلاهما في أراضي مملكة يهوذا. وكانت شيلوه وبيت إيل والجلجال والمصفاة والرامة [الإنجليزية] ودان أيضًا مواقع رئيسية للاحتفالات وتقديم القرابين والنذور والطقوس الخاصة والفصل في النزاعات القانونية.

### التصوير
اشتهرت عبادة يهوه بأنها أنيقونية، مما يعني أن الإله لا يُصوَّر بواسطة تمثال أو أي صورة أخرى. هذا لا يعني أنه لم يتم تمثيله في شكل رمزي، وربما ركزت العبادة الإسرائيلية المبكرة على تمثيله بنُصُب. ولكن وفقًا للنصوص الكتابية، أظهر هيكل القدس عرش يهوه على شكل كروبيم، تشكل أجنحتهما الداخلية مقعد العرش وتابوت العهد كمسند للقدمين، بينما كان العرش نفسه فارغًا. لا يوجد تفسير مقبول عالميًا لهذه الأنيقونية، وقد زعم عدد من العلماء المعاصرين بأن يهوه كان في الواقع مُجسّمًا قبل إصلاحات حزقيا ويوشيا في أواخر الفترة الملكية، وترى إحدى الدراسات: «أن الأنيقونية القديمة، سواء كان ذلك بحكم الأمر الواقع أو غير ذلك، مجرد إسقاط للتصوّر حول يهوه في فترة ما بعد السبي». بينما يزعم علماء آخرون أنه لا يوجد دليل مؤكد على أي تجسيم ليهوه خلال فترة ما قبل السبي.

## يهوه وسيادة التوحيد
من غير الواضح متى بدأ يهوه يُعبد وحده. تظهر أقدم التصورات المعروفة حول يهوه باعتباره الإله الرئيسي الذي "يدين له الإنسان بصلاحيات مباركة الأرض" في تعاليم النبي إيليا في القرن التاسع قبل الميلاد. ويُعتقد أن هذه العقيدة ترسخت مع زمن النبي هوشع في القرن الثامن قبل الميلاد، في إشارة إلى الخلاف حول عبادة يهوه أو بعل. يُنظر إلى المؤيدين الأوائل لهذه العقيدة على نطاق واسع بأنهم آمنوا بآلهة متعددة، ولكنهم عبدوا يهوه فقط الإله الوحيد الذي يجب أن يعبده شعب إسرائيل، وأنهم ليسوا موحدين حقيقيين؛
أخيرًا، أثناء أزمة السبي، خطى أتباع يهوه خطوة أبعد، وأنكروا تمامًا وجود آلهة أخرى غير يهوه، فانتقلوا بذلك إلى مرحلة التوحيد الحقيقي، وإن فكرة عبادة يهوه الإله الخالق لكل الأرض ظهرت لأول مرة في الشطر الأخير من سفر إشعيا الذي كُتب في السبي خلال القرن السادس قبل الميلاد، وارتكزت قضيته على إظهار العقيدة الدينية حول عُلُوّ يد يهوه فوق الآلهة الأخرى، وتفرُّده فوق آلهة الديانة البابلية.

## التوفيق مع المعتقدات اليونانية-الرومانية
يُذكر يهوه بشكل متكرر في النصوص السحرية اليونانية-الرومانية التي يعود تاريخها إلى القرن الثاني قبل الميلاد حتى القرن الخامس الميلادي، وعلى الأخص في البرديات السحرية اليونانية، تحت أسماء إياو، وأدوناي، وسابعوث، وإيلواي. في هذه النصوص، عادةً ما يُذكر مع الآلهة اليونانية-الرومانية التقليدية والآلهة المصرية. يُذكر أيضًا رؤساء الملائكة ميخائيل وجبرائيل ورافائيل وأوريئيل [الإنجليزية] وأبطال الثقافة اليهودية مثل إبراهيم ويعقوب وموسى بشكل متكرر. ربما كان تكرار اسم يهوه بسبب سعي السحرة الشعبيين اليونانيين والرومان إلى جعل تعاويذهم أقوى من خلال ذكر إله أجنبي مرموق.
أظهرت عملة معدنية أصدرها بومبي للاحتفال بغزوه الناجح لليهودية شخصية راكعة وملتحية ممسكة بغُصن (وهو رمز روماني شائع للخضوع) منقوشًا عليها عبارة «BACCHIVS IVDAEVS»، والتي يمكن ترجمتها إما إلى "باخوس اليهودي" أو "باخوس من اليهودية". يُفسر هذا التصوير على أنه تصوير ليهوه بأن النظير المحلي لباخوس إله الخمر. ومع ذلك، نظرًا لأن العملات المعدنية المسكوكة بمثل هذه الأيقونات تصور عادةً الأشخاص الخاسرين، وليس آلهة الأشخاص الخاسرين، فقد افترض البعض أن العملة تصور ببساطة استسلام يهودي يُدعى "باخيوس"، الذي يُعدُّ أحيانًا إشارة إلى الملك الحشموني أرسطوبولس الثاني الذي أطاحت به حملة بومبي.
على أي حال، كان عادةً ما يشبّه المؤرخون الرومانيون تاسيتس ويوحنا الليدي [الإنجليزية] وكورنيليوس لابيو [الإنجليزية] وماركوس تيرينتيوس فارو يهوه بالمعبود اليوناني-الروماني باخوس-ديونيسوس. بل واستخدم اليهود أنفسهم في كثير من الأحيان الرموز التي ارتبطت أيضًا بعبادة ديونيسوس مثل كؤوس الكيليس والأمفورات وأوراق اللبلاب وعناقيد العنب، مما دعى بلوتارخ إلى الزعم بأن اليهود يعبدون شكلًا أقنوميًا من باخوس-ديونيسوس. وأشار بلوتارخ في أحد كتبه إلى أن اليهود يناجون إلههم صارخين "إيوي" و"سابي"، وهي عبارات ارتبطت بعبادة ديونيسوس. وفقًا لشون ماكدونو، فقد يكون المتحدثون باليونانية قد خلطوا بين الكلمات الآرامية مثل سابات وإلوليّا، أو ربما بعض أشكال اسم يهوه نفسه، مع مصطلحاتهم المألوفة المرتبطة بديونيسوس. وعلى صعيد آخر، ربط كُتّاب رومانيون آخرون مثل جوفينال وبترونيوس وفلوروس بين يهوه والمعبود كايلوس.